# 叱奴太后
叱奴太后（？—574年），北周武帝的母亲、皇太后。她是鲜卑族，西魏大丞相宇文泰的妾。她生了两个儿子：宇文邕和宇文直。560年，宇文邕继承北周皇帝位为武帝，第二年尊母亲为皇太后。
叱奴太后一生最大的政治事件就是在572年帮助儿子除掉了权臣宇文护。宇文护是宇文泰的侄子，控制了北周的实权，宇文邕的两个哥哥孝闵帝宇文觉、明帝宇文毓都是宇文护杀害的。三月十四，宇文护从同州回长安，宇文邕和宇文护到含仁殿参见太后，说：“太后年纪已高，喜欢饮酒，我屡次劝她不听。希望兄长今天您能劝说她。”于是拿出周公勸周成王少喝酒的《酒诰》，让宇文护用它规劝太后。宇文护进殿后，向太后朗读《酒诰》，读到一半的时候，宇文邕猛然用玉笏打宇文护的后背，把他打倒；再令宦官何泉砍他，何泉恐懼，不敢動手，卫公宇文直从门内跳出来，杀死宇文护，並割下頭顱。武帝宇文邕亲政。
建德三年（574年），叱奴太后病重，武帝召來醫生姚僧垣為其問診，姚僧垣斷其必死，不久果然去世。谥号宣皇后，以皇后之仪下葬，但和宇文泰合葬的仍是他的正妻冯翊公主（孝闵帝的母亲，北魏孝武帝的妹妹）。
叱奴太后死后，宇文直秘密向宇文邕告发异母兄宇文宪仍如常喝酒吃肉，宇文邕指出太后既非宇文宪生母也非嫡母，宇文宪的行为无可指摘。

## 延伸阅读
[在维基数据编辑]
 《北史·卷014》，出自李延壽《北史》